# Lupus eritematoso indotto da farmaci
Il lupus eritematoso indotto da farmaci o iatrogeno (in inglese drug-induced lupus erythematosus, da cui l'acronimo DIL o DILE) è una malattia autoimmune simile al lupus eritematoso sistemico causata dall'uso cronico di alcuni farmaci. Esistono 38 farmaci che possono essere causa delle manifestazioni cliniche, tuttavia la maggior parte dei casi è da attribuirsi a idralazina, procainamide e isoniazide.
Dei criteri diagnostici specifici per la malattia non sono stati identificati, tuttavia essa si presenta tipicamente con mialgia e artralgia. Tipicamente i sintomi scompaiono con la sospensione dell'uso del farmaco responsabile.

## Eziologia
I meccanismi patogenetici del lupus indotto da farmaci non sono stati ancora ben chiariti, tuttavia molti studi hanno riportato teorie sull'eziologia del fenomeno.
Un fattore predisponente la malattia sembra essere la velocità di acetilazione nel metabolismo dei farmaci, che risulta essere molto ridotta nei pazienti con deficit genetico dell'enzima N-acetiltransferasi. Uno studio condotto su 30 pazienti con lupus iatrogeno ha dimostrato che 29 di questi erano acetilatori lenti; in più questi pazienti mostravano nelle urine una concentrazione di metaboliti dell'idralazina superiore a quella degli acetilatori rapidi. Tali metaboliti sembrano essere formati dall'attivazione dei leucociti, a significare che sono stimolati a produrre uno stress ossidativo, con formazione di radicali liberi e ossidanti come il perossido di idrogeno. Questi ossidanti reagiscono con l'idralazina nella formazione di prodotti reattivi capaci di legare le proteine. I monociti rilevano l'antigene e lo presentano ai linfociti T-helper, che inducono la produzione di anticorpi antinucleo (ANA) da parte dei linfociti B, responsabili della risposta autoimmune.
Dei farmaci riconosciuti come causa di lupus iatrogeno, l'idralazina, utilizzata nel trattamento dell'ipertensione arteriosa, è quello con la più alta incidenza. In particolare si manifesta nel 5% dei pazienti che la assumono cronicamente ad alte dosi. Alcuni farmaci, ordinati in base al rischio di causare manifestazioni cliniche, sono:
- Rischio elevato:
  - Procainamide
  - Idralazina
- Rischio lieve-moderato:
  - Isoniazide
  - Minociclina
  - Pirazinamide
  - Chinidina
  - Penicillamina
  - Carbamazepina
  - Oxcarbazepina
  - Fenitoina
  - Propafenone

## Clinica
Il DIL e SLE idiopatico hanno caratteristiche cliniche e sierologiche comuni ma i loro fenotipi spesso differiscono. Il fenotipo clinico di DIL è abbastanza eterogeneo e generalmente caratterizzato da sintomi sistemici e talvolta da artrite, sieropositività (in particolare nei casi indotti da procainamide), mentre il coinvolgimento del sistema nervoso centrale (SNC), il renale e gastrointestinale, così come le anomalie ematologiche e le lesioni cutanee sono rare.

## Diagnosi
Gli anticorpi antinucleo sono generalmente positivi nel lupus indotto da farmaci. Anticorpi anti-neutrofili citoplasmatici (ANCA) possono anche essere positivi in associazione con determinati farmaci. Inoltre, gli anticorpi anti-istoni possono anche essere positivi nel lupus indotto da farmaci.
Gli anticorpi anti-istoni sono positivi fino al 95% dei pazienti con lupus indotto da farmaci. I farmaci più comuni associati al lupus indotto da farmaci sono idralazina, procainamide, isoniazide, metildopa, clorpromazina, chinidina e minociclina.

## Trattamento
Il riconoscimento precoce della malattia e la sospensione del farmaco sono generalmente sufficienti, tuttavia farmaci antinfiammatori non steroidei possono essere utilizzati per facilitare la guarigione. La terapia con corticosteroidi deve essere limitata ai casi gravi.